# Bojan Navojec
Bojan Navojec (Bjelovar, 26 aprile 1976) è un attore croato.
È fratello minore dell'attore Goran Navojec.
Si è laureato all'Accademia di Arte Drammatica, Università di Zagabria nel 2010.

## Filmografia parziale

### Cinema
- Maršal, regia di Vinko Brešan (1999)
- Dio ci salvi dal peggio (Ne dao Bog većeg zla), regia di Snježana Tribuson (2002)
- Onaj koji ce ostati neprimijecen, regia di Zvonimir Jurić (2003)
- Buon anno Sarajevo (Djeca), regia di Aida Begić (2012)
- Projekcije, regia di Zrinko Ogresta (2013)
- Dobra žena, regia di Mirjana Karanović (2016)